# Pungitius bussei
Pungitius bussei är en fiskart som först beskrevs av Warpachowski, 1888.  Pungitius bussei ingår i släktet Pungitius och familjen spiggfiskar. Inga underarter finns listade i Catalogue of Life.